# Proton Wira
Proton Wira eller Proton 400 var en lille mellemklassebil introduceret af den malaysiske bilfabrikant Proton i 1993 som firedørs sedan og femdørs hatchback. Wira var tænkt som et mere moderne alternativ til Saga Iswara, en modificeret version af Protons første model Saga. Frem til 2008 blev Saga regelmæssigt modificeret og herefter afløst af en ny generation, denne gang som minibil.
Wira skulle senere afløses af to af Proton selv udviklede modeller. GEN•2, som blev præsenteret i 2004, skulle afløse hatchbackudgaven Aeroback, mens den i 2007 introducerede Persona var tænkt som efterfølger for sedanversionen.
"Wira" betyder på malaysisk som låneord fra Sanskrit "held".

## Historie
Wira kom på markedet i 1993 som firedørs sedan og var baseret på Mitsubishi Lancer fra 1992, men med et lettere modificeret design. Forlygterne kom fra Mitsubishi Colt fra 1992, mens baglygterne kom fra Mitsubishi Galant combi coupé fra 1987, kofangerne fra Mitsubishi Mirage og instrumentbrættet var ligeledes anderledes. Fronten fortsatte linjerne fra Saga Iswara. I 1994 tilkom en femdørs hatchback (i starten kaldet Wira Aeroback).
Proton koncepterede i starten af 1990'erne også en lille, femdørs stationcar på basis af sedanen med samme baglygter som den første modificerede Wira. Denne udvikling kom frem i lyset, da der i en lokal avis blev vist en prototype bag Proton-fabrikken i Shah Alam. Inden der knapt nok var kommet informationer om denne model, fandt man ud af at den ikke vil gå i serieproduktion.
I 1995 gennemgik Wira et facelift med ny kølergrill og slankere baglygter. I starten af 1999 fulgte hvide blinklys. I midten af 2004 kom der så yderligere mindre modifikationer på kølergrillen og kofangerne. På trods af disse små ændringer forblev Wiras grundlæggende design uændret i mere end 10 år.
I 2004 introducerede Proton modellen Wira Special Edition (eller Wira SE). Der skulle fremstilles i alt ca. 100.000 eksemplarer af denne model, men succesen udeblev. SE-modellerne blev på forskellige tidspunkter i Wira-seriens byggetid introduceret som Aeroback-versioner og havde sportsligt tilbehør som f.eks. karrosseripakke, modificeret kabine og som ekstraudstyr ligeledes aluminiumsspoiler.
Mange Proton-modeller, som kom på markedet efter Wira, havde et frontdesign som var baseret på Wira. Dertil hører hatchbacken Satria/300 af første generation, den todørs coupé Putra og pickup'en Arena.
Som efterfølger for Wira konstruerede Proton modellen GEN•2, en hatchback som i starten bar kodenavnet "Wira Replacement Model" og kom på markedet i 2004. I august 2007 kom Persona, en ny sedan på basis af GEN•2 som var den legitime efterfølger for Wira.
- Proton Wira hatchbzck (1999–2004)
- Bagfra
- Proton Wira sedan (1999–2004)
- Proton Putra (1995–2000)

## Motorer og specifikationer
I den første serie var basismodellen udstyret med Mitsubishis 1,3-liters firecylindrede 12V-motor. Den større 1,5-liters 12V-motor kom uændret fra Saga Isward og Saga. Nyt var en 16-ventilet 1,6'er, som ekstraudstyr med automatgear og el-ruder i alle fire døre. Wira var den første Proton-model med dette udstyr. Modellerne med multipoint-indsprøjtning blev benævnt MPi.
I 1995 fik Wira den modificerede Mitsubishi Orion-motor på 1,3 liter, som allerede kunne fås i Saga. I 1996 tilkom en 16-ventilet 1,8-motor for første gang i en Proton. Samtidig kom der en dieselmotor på 2,0 liter, som dog senere udgik på grund af manglende kundeinteresse. Wira er indtil videre den eneste dieselmodel, som Proton har fremstillet. I 1999 udgik alle karburatorversioner af Wira til Malaysia.

## Sikkerhedsudstyr
Ligesom de fleste andre tidssvarende Proton-modeller havde Wira til Malaysia intet andet sikkerhedsudstyr at tilbyde end trepunktsseler med selestrammere og forrude af sikkerhedsglas. Eksportmodellerne havde dog betydeligt mere sikkerhedsudstyr, herunder førerairbag, sidekollisionsbeskyttelse i dørene og ABS, som senere også kunne fås i Malaysia.

## Eksport
I 1994 begyndte eksporten til Storbritannien under navnet "Persona". Ligesom Saga havde alle eksportmodeller multipoint-indsprøjtning (MPi), så de kunne opfylde Euro1.
I Tyskland blev Wira mellem 1995 og 2001 solgt under navnet Proton 400. Coupéen Putra hed Proton 418 LRS.
Til Storbritannien fandtes der også en turbodiesel kaldet TDi. Fra 2001 blev bilen solgt i Storbritannien under navnet Wira. I 2002 blev Wira afløst af Impian, som i Malaysia hed Waja.
I 2005 begyndte Zagross Khodro at CKD-bygge Wira til det iranske marked.